# Santa Cruz (El Paraíso, Copán)
| Ubicación                                     | Población           | Religión                                                       |
| --------------------------------------------- | ------------------- | -------------------------------------------------------------- |
| Municipio de El Paraíso departamento de Copán | 1400 hab 2019       | Católica y Evangélica                                          |
| Frontera con Guatemala                        | 20% vive en EE. UU. | 45% Católicos, 40% Evangélicos, 10% Adventistas, 5% no se sabe |
| Departamento de Copan                         | Mestiza             | Ninguna Otra                                                   |

Santa Cruz es un poblado perteneciente al Municipio de El Paraíso Departamento de Copán.

## Historia
Según los datos históricos Santa Cruz desde la creación del Municipio de El Paraíso ya era una de las aldeas más pobladas de la región que está a 1 km del primer Poblado de Guatemala. Según datos proporcionados por los antiguos pobladores y por datos que se han difundido por la boca de los más ancianos, para la fecha de fundación de El Paraíso como municipio, Santa Cruz ya tenía varios años. Su creación como aldea data de los años 1880; su fundación data de las mismas fechas en que El Paraíso se iniciaba con otros nombres. Esta información la proporcionaron algunas de las familias fundadoras, por ejemplo: Señor Jorge Vásquez, Juan Savaleta, Víctor Rivas y Lázaro Ramos, mismos que procedían de Guatemala. Estas familias todavía presenciaron las impenetrables montañas donde el tigre era el señor de la región, en donde los monos aullaban en los árboles. En ese momento los primeros pobladores midieron extensas área de tierras y las hicieron suyas. 
Su nombre se debe a que en el lugar que ahora se conoce como Plaza Central, había un árbol antiguo de Tamarindo (Tamarindus indica) donde junto a sus arbustos colgantes se formaba una cruz en lo alto del árbol. Otro dato legedario de su fundación es que en los primeros tiempos en que era fundada, antes de llegar a la aldea un tigre temible terminó con la vida de una mujer habitante de la zona y aquellos que pasaban en el lugar, donde pasó el hecho, pasaban dejando una cruz de hojas que tomaban en el camino, por lo que siempre en ese lugar había cantidades de cruces de hojas que los transeúntes dejaban. También existe otra versión de su fundación; como lo indicó Don Tomás López Ramírez quién cuenta que su familia procedió de Santa Rita, Copán, familia muy católica y que mientras venían a lomo de mula traían consigo una cruz de la cual habían dicho que en el lugar donde llegaran y les gustara para vivir plantarían la cruz y le bautizarían con ese nombre al lugar, "Santa Cruz"; esas son las tres versiones más antiguas que se conocen como historia de su creación como asentamiento. 
Hoy en día Santa Cruz tiene aproximadamente unas 280 casas con aproximadamente 1400 habitantes. Ya solo el Censo Electoral Honduras tiene más de 800 electores para el año 2018 para su centro de votación José Trinidad Reyes.
Tiene una economía estable: sus pobladores se dedican a la agricultura, producción de café y la ganadería. 
Se han construido casas muy notables que le dan aspecto de comunidad floreciente, aunque su economía es sustentada en su mayoría por las remesas del extranjero.
En dicho lugar se ha construido un hermoso templo católico dedicado a la Virgen de Guadalupe, el Santuario del Emigrante Nuestra Señora de Guadalupe. 
El diseñador del templo fue un joven lugareño, Ábith Hernández. 
Es un lugar pintoresco y con ricas fuentes de agua del cual sus habitantes se sienten orgullosos.
Los datos históricos acá descritos se debe a una Historia que desarrollo Abith Hernández en una Investigación en la Clase de Historia de Honduras de la Universidad Católica de Honduras, misma que obtuvo o recabó por los ancianos de la comunidad.
Hoy por hoy Santa Cruz es uno de los lugares más grande de El Paraíso, ocupa el 3 lugar en Población y el segundo por número de casas y por ende tiene una buena economía. Es una población muy religiosa: la edificación más notable del lugar es su iglesia católica en la Plaza Central, existiendo además otras dos iglesias evangélicas y una adventista. 
Por ser un lugar fronterizo y pese a su complicado acceso por su carretera, pasan a diario pasan grandes cantidades de emigrantes con destino a Estados Unidos. Por ende, la iglesia católica cada año realiza una peregrinación hasta su templo para orar por los emigrantes.

## Lugares de interés

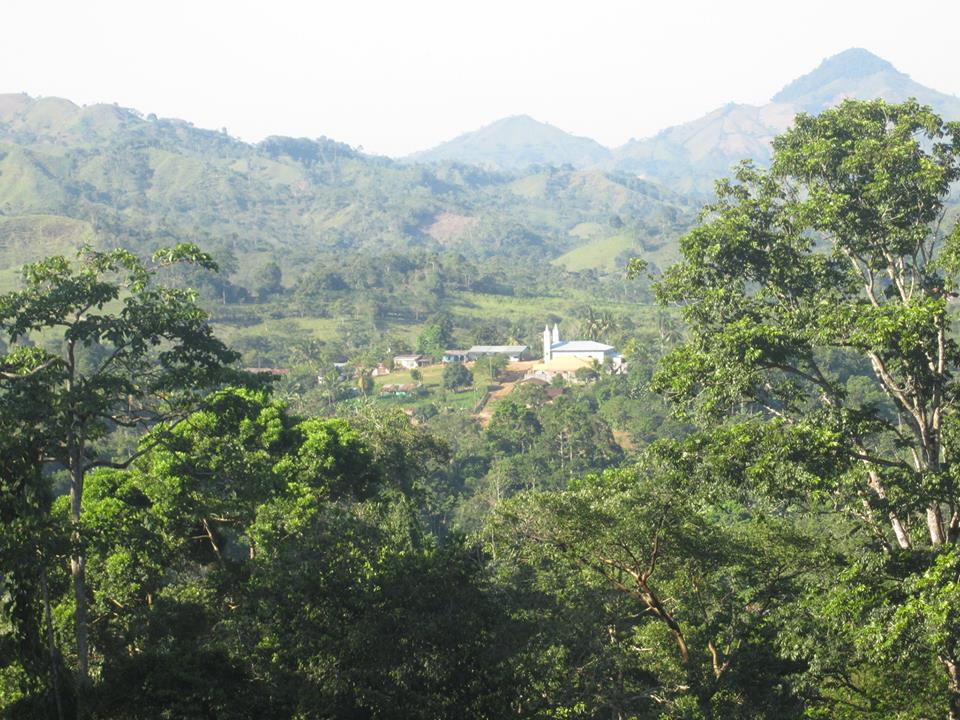
Vista desde distancia

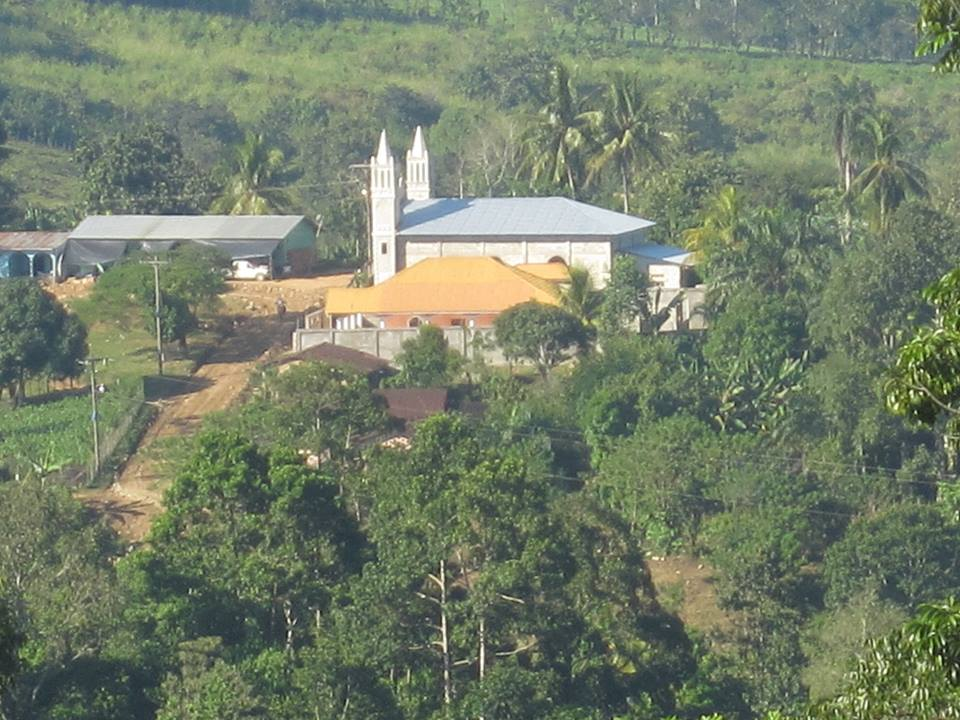
Plaza Central

- Su iglesia católica edificio con bonito diseño,
- Su campo de fútbol “Estadio Santa Cruz”.
- Su río Santa Cruz Chalja
- Su laguna Santa Cruz
- Sus proyectos de agua potable que son bastos y suficientes para su población orgullo de los lugareños.
- Haciendas ganaderas.
- Fincas de café.
- Escuela primaria José Trinidad Reyes.
- Jardín Infantil; Julio César Santos.

Un lugar que ha recibido en los últimos años únicamente las ayudas del Gobierno Local Municipal. 

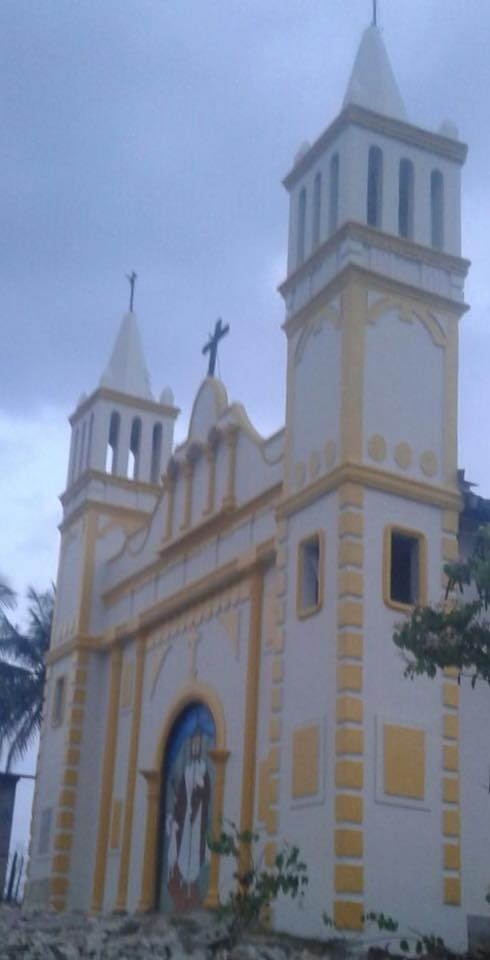
Fachada del Templo Católico